# Nemastoma triste
Espèce
Synonymes
- Phalangium triste Koch, 1835
- Nemastoma kollari Doleschall, 1852

Nemastoma triste est une espèce d'opilions dyspnois de la famille des Nemastomatidae.

## Distribution
Cette espèce se rencontre en Allemagne, en Pologne, en Tchéquie, en Hongrie, en Autriche, en Suisse, en Italie et en Belgique.

## Description
Les mâles mesurent de 1,5 à 1,7 mm et les femelles de 1,7 à 1,9 mm.

## Systématique et taxinomie
Cette espèce a été décrite sous le protonyme Phalangium triste par Koch en 1835. Elle est placée dans le genre Nemastoma par Koch en 1847.
Nemastoma kollari a été placée en synonymie par Gruber et Martens en 1968.

## Publication originale
- Koch, 1835 : « Arachniden. » Deutschlands Insecten, Friedrich Pustet, Regensburg, vol. 34, no 128, p. 20 (texte intégral).